# Karnej Šomron
Karnej Šomron (hebrejsky קַרְנֵי שׁוֹמְרוֹן, doslova „Samařské rohy“, v oficiálním přepisu do angličtiny Qarne Shomeron, přepisováno též Karnei Shomron) je izraelská osada a místní rada (malé město) na Západním břehu Jordánu v distriktu Judea a Samaří.

## Geografie
Nachází se cca 16 kilometrů jihozápadně od města Nábulus, cca 10 kilometrů severozápadně od města Ariel, cca 45 kilometrů severozápadně od historického jádra Jeruzalému a cca 34 kilometrů severovýchodně od Tel Avivu v hornatině Samařska v nadmořské výšce 340 metrů. Během léta je zde klima horké a suché, zimy bývají vzhledem k poloze na úpatí hor studenější a ojediněle se objevují i sněhové srážky. Jižně od obce probíhá hluboké údolí vádí Nachal Kana.
Na dopravní síť je obec napojena pomocí dálnice číslo 55.

## Dějiny
Karnej Šomron byl založen roku 1978, Podle jiného zdroje roku 1977 jako druhá izraelská osada v Samařsku (po osadě Kedumim) zřízená v tomto regionu po šestidenní válce. Jméno vesnice je hebraizovanou variantou původního arabského názvu kopce Džabal Abu al-Karnin ležícího východně od osady, jehož tvar připomíná rohy. Před rokem 1967 na tomto kopci bylo vojenské stanoviště jordánské armády .
V obci působí několik náboženských a vzdělávacích ústavů včetně středních škol. Funguje zde devět synagog. Pod správu Karnej Šomron spadají od roku 1991 i dříve samostatné obce Ginot Šomron (založena 1984) a Neve Menachem (založena 1991), které zaujímají sousední pahorky. Dalšími částmi obce jsou Alonej Šilo a Ramat Gilad. Čtvrť Neve Aliza založili v roce 1985 židovští přistěhovalci z USA a Kanady.
Karnej Šomron se nachází ve vnitrozemí Západního břehu Jordánu a je obklopen několika arabskými vesnicemi. Tvoří severní výběžek koridoru izraelských osad, který vybíhá do nitra Samařska a na východě dosahuje až k městu Ariel (tzv. blok osad Guš Ari'el). Tento výběžek je zčásti oddělen od arabských obcí pomocí bezpečnostní bariéry a izraelská vláda tak dává najevo, že si ho chce podržet i po případné mírové dohodě mezi Izraelci a Palestinci. Místní občan Beni Raz ovšem vede kampaň za dobrovolné vystěhování Izraelců z izolovaných osad. 
V době druhé intifády bylo okolí Karnej Šomron dějištěm častých palestinských útoků. Přímo v osadě došlo k teroristickému útoku v únoru 2002, kdy se v místní pizzerii odpálil sebevražedný atentátník a zabil dvě dívky. K útoku se přihlásila Lidová fronta pro osvobození Palestiny.

## Demografie
Podle údajů z roku 2009 tvořili naprostou většinu obyvatel Židé – cca 6 000 osob (včetně statistické kategorie "ostatní", která zahrnuje nearabské obyvatele židovského původu ale bez formální příslušnosti k židovskému náboženství, cca 6 200 osob). Obyvatelstvo Karnej Šomron je složeno v poměru zhruba 50 ku 50 procentům ze sekulárních i nábožensky orientovaných Izraelců, přičemž většina věřících patří mezi stoupence náboženského sionismu.
Jde o středně velkou obec městského typu s dlouhodobě mírně rostoucí populací. Populační růst se ale počátkem 21. století výrazně zpomalil. K 31. prosinci 2014 zde žilo 6 600 lidí. Územní plán počítá s výhledovým počtem obyvatel 20 000.
| Rok            | 1980 | 1981 | 1982 | 1983 | 1984 | 1985  | 1986  | 1987  | 1988  | 1989  | 1990  |
| -------------- | ---- | ---- | ---- | ---- | ---- | ----- | ----- | ----- | ----- | ----- | ----- |
| Počet obyvatel | 490  | 520  | 610  | 730  | 850  | 1 490 | 1 970 | 2 610 | 2 930 | 3 240 | 3 520 |

| Rok            | 1991  | 1992  | 1993  | 1994  | 1995  | 1996  | 1997  | 1998  | 1999  | 2000  |
| -------------- | ----- | ----- | ----- | ----- | ----- | ----- | ----- | ----- | ----- | ----- |
| Počet obyvatel | 3 770 | 4 100 | 4 330 | 4 820 | 5 040 | 5 230 | 5 290 | 5 370 | 5 600 | 6 000 |

| Rok            | 1983 | 1990  | 1993  | 1994  | 1995  | 1996  | 1997  | 1998  | 1999  | 2000  |
| -------------- | ---- | ----- | ----- | ----- | ----- | ----- | ----- | ----- | ----- | ----- |
| Počet obyvatel | 636  | 3 500 | 4 300 | 4 800 | 4 800 | 5 000 | 5 300 | 5 400 | 5 600 | 5 900 |

* údaje (kromě roku 1983) zaokrouhleny na stovky
| Rok            | 2001  | 2002  | 2003  | 2004  | 2005  | 2006  | 2007  | 2008  | 2009  | 2010  | 2011  | 2012  | 2013  | 2014  |
| -------------- | ----- | ----- | ----- | ----- | ----- | ----- | ----- | ----- | ----- | ----- | ----- | ----- | ----- | ----- |
| Počet obyvatel | 6 000 | 6 100 | 6 100 | 6 200 | 6 300 | 6 300 | 6 400 | 6 559 | 6 210 | 6 300 | 6 400 | 6 600 | 6 600 | 6 600 |

* údaje (kromě let 2008 a 2009) zaokrouhleny na stovky